# Зенсуни
Зенсуни (на английски: Zensunni) в романите за Дюн на Франк Хърбърт е синкретично религиозно схващане, което е смесица от схващанията в Дзен будизма и сунитския ислям. В измислената човешка цивилизация от далечното бъдеще, описана в романите, различни етнически и политически групировки се придържат към този мироглед, в т.ч. и Свободните."
В Терминология на Империята, речник към романа Дюн, Франк Хърбърт дава следното определение:
ЗЕНСУНИ: привърженици на разколническа секта, която се отрекла от учението на Маомет (наричан още „Третият Мохамед“) около 1381 г. п.о. С. Религията Зенсуни е известна главно с подчертаната си мистичност и завръщането към „пътя на прадедите“. Повечето изследователи сочат като подстрекател на разкола Али Бен Охашъ, но някои факти подсказват, че той може да е бил просто глашатай на втората си съпруга Нисаи.

## История
Внимание:  Текстът по-долу разкрива сюжета на произведението (или части от него)!
Според Терминология на Империята в Дюн, планетата Поритрин се счита „от най-древните преселници за тяхна родна планета, въпреки че някои особености на езика и митологията сочат много по-древни корени“. „Според преданията свободните били роби на бившата имперска столица (а по-късно – затвор) Салуса Секундус в продължение на девет поколения“. „Третият етап на принудителното преселение на свободните“ е на планетата Бела Тагейзе, и Хармонтеп – „шестата спирка при древното преселение“.
В трилогията-прелюдия Легенди за Дюн от Брайън Хърбърт и Кевин Дж. Андерсон, преди и по време на Бътлъровия джихад Зенсуанците са отведени в робство от родните им планети (като Хармонтеп). След робското въстание на Поритрин много зенсуанци бягат на Аракис; там те стават първите Свободни.

## Факти
След като Пол Атреиди става император в края на романа Дюн и след влиянието на Свободните в Империята, зенсуалнските учения стават много известни в цялата империя. В Терминология на Империята е отбелязано, че Оранжевата католическа библия, един от най-важните религиозни текстове в света на Дюн, съдържа елементи от най-древните религии, в т.ч. ... Зенсуанския католицизъм.